# Шода, Робер Ипполит
Робер Ипполит Шода (фр. Robert Hippolyte Chodat; 1865—1934) — швейцарский ботаник, химик и миколог, исследователь флоры Парагвая, Аргентины и Испании. Член-корреспондент АН СССР, иностранный член Лондонского Линнеевского общества, обладатель медали Линнея.

## Биография
Робер Шода родился 6 апреля 1865 года в коммуне Мутье кантона Берн. Учился на фармацевта в Женевском университете, в 1887 году окончил его со степенью доктора. В 1888 году Шода был назначен доцентом Женевского университета, в 1889 году — профессором медицины и фармации Университета. На следующий год Робер сменил Жана Марка Тюри в должности директора Ботанического института. В 1901 году он стал профессором ботаники. Некоторое время Шода работал в Парагвае. С 1908 по 1910 он был ректором Женевского университета. В 1914 году Шода стал членом Лондонского Линнеевского общества. В 1915 году Робер был избран директором Женевского ботанического сада.
Одной из первых значительных работ Шода была монография семейства Истодовые в двух томах Monographia Polygalacearum, изданная в 1891—1893. Затем Шода стал изучать альгологию, выращивал чистые культуры водорослей-фитобионтов различных лишайников. Также он заинтересовался дрожжами. По возвращении ученика Робера Эмиля Хасслера из Парагвая Шода и Хасслер начали издавать публикации, в которых создавались описания растений, собранных Хасслером. В 1914 году Шода снова отправился в Парагвай. В 1916—1927 была издана серия работ Шода и Вильгельма Фишера La Végétation du Paraguay.
Шода открыл, что болезнь винограда court noué — акариаз.
В 1933 году Робер Ипполит Шода был удостоен золотой Медали Линнея.
Робер Ипполит скончался 28 апреля 1934 года в Женеве.
Образцы растений и грибов, собранные Р. Шода, хранятся в гербарии Женевского ботанического сада (G).
В честь Робера Шода названо вещество шодатин, содержащееся в некоторых лишайниках.

## Некоторые научные работы
- Chodat, R. (1891—1893). Monographia Polygalacearum. 2 vols.
- Chodat, R. (1902). Algues vertes de la Suisse. 373 p.
- Chodat, R. (1907—1920). Principes de botanique. 3 ed.
- Chodat, R. (1909). Étude critique et expérimantale sur le polymorphisme des algues. 165 p.
- Chodat, R. (1913). Monographie d’algues en culture pure. 226 p.

## Некоторые виды, названные в честь Р. И. Шода
- Acrostichum chodatii Sodiro, 1908 [syn.  Elaphoglossum chodatii (Sodiro) C.Chr., 1913]
- Bidens chodatii Hassl., 1913
- Calea chodatii Hassl., 1915, nom. nov.
- Chorisia chodatii Hassl., 1907 [syn.  Ceiba chodatii (Hassl.) Ravenna, 1998]
- Cleome chodatiana Iltis, 1959, nom. nov.
- Copaifera chodatiana Hassl., 1903 [syn.  Guibourtia chodatiana (Hassl.) J.Léonard, 1949]
- Delphinium chodatii Oppenh., 1936
- Draba chodatii O.E.Schulz, 1927
- Eupatorium chodatii Hassl., 1912 [syn.  Trichogonia chodatii (Hassl.) R.M.King & H.Rob., 1972]
- Ipomoea chodatiana O'Donell, 1950, nom. nov.
- Julocroton chodatii Croizat, 1943 [syn.  Croton chodatii (Croizat) P.E.Berry, 2007]
- Mimosa chodatii Hassl., 1910
- Moutabea chodatiana Huber, 1902
- Oxypetalum chodatianum Malme, 1901
- Paradolichandra chodatii Hassl., 1907 [syn.  Dolichandra chodatii (Hassl.) L.G.Lohmann, 2010]
- Phrygilanthus chodatianus Patsch., 1911 [syn.  Tristerix chodatianus (Patsch.) Kuijt, 1988]
- Quararibea chodatii Vischer, 1920
- Silene chodatii Bocquet, 1967